# 安倍季朝
安倍 季朝（あべ すえとも、1875年（明治8年） - 1896年（明治29年））は、日本の雅楽師。京都方楽家安倍氏第三庶流の伶生である。

## 経歴
安倍氏第三庶流は、本流安倍季任の三男・季千に始まる分家である。季千→季随→季順→季節→季朝と繋がる。季朝のあと石山基慶の子、季厳が安倍氏第三庶流を継承した。後に本流及び他の庶流が断絶した為、第三庶流が安倍氏本流となった。